# 小行星3184
小行星3184（3184 Raab）是一颗围绕太阳公转的小行星。1949年8月22日，歐內斯特·倫納德·詹森在约翰内斯堡发现了此天体。
該小行星以奧地利軟體工程師和業餘天文學家赫爾伯特·拉布命名。
这颗小行星的绝对星等为238.1034183858167等。